# 환상마을 토포토포
환상마을 토포토포는 에펙스 디지털이 제작한 TV 애니메이션 시리즈이다. 2000년 8월 17일부터 2001년까지 KBS에서 총 26화로 방영되었다.

## 방송 일시
| 방송 채널 | 방송일                 | 방송 시간 |
| --------- | ---------------------- | --------- |
| KBS2      | 2000년 8월 17일~2001년 | 종료      |

## 등장인물
- 아칸
- 세라
- 배드맨

## 줄거리
비바람이 몰아치던 어느날 인적없는 한 로봇 연구소에서 실험용 로봇쥐 한마리가 탈출을 한다．영웅이 이사 간 새 집에는 인간에게 버림받은 로봇쥐 ‘아칸’과 박쥐인 ‘배드맨’이 인간에게 복수할 계획을 세우고 있다. 이들은 강력한 무기를 만들기 위해 세라를 납치하려는 음모를 세운다.